# Чемпионат мира по паралимпийскому дзюдо 2025
Чемпионат мира по паралимпийскому дзюдо 2025 (англ. 2025 IBSA Judo World Championships) проходил 13—15 мая 2025 года в столице Казахстана Астане во Дворце единоборств имени Жаксылыка Ушкемпирова. В соревнованиях приняли участие 220 участников, представлявшие 37 стран.
На чемпионате разыгрывалось 22 комплектов медалей: 16 комплектов — в весовых категориях, утверждённых для паралимпийского цикла 2024—2028 годов (среди женщин в категориях женщин в категориях J1 и J2: до 52 кг, до 60 кг, до 70 кг, свыше 70 кг; среди мужчин в категориях J1 и J2: до 70 кг, до 81 кг, до 95 кг, свыше 95 кг), 4 комплекта — в тестовых весовых категориях (до 46 кг среди женщин в категориях J1 и J2 и до 64 кг среди мужчин в категориях J1 и J2) и 2 комплекта — в командных соревнованиях среди мужчин и женщин.

## Медалисты

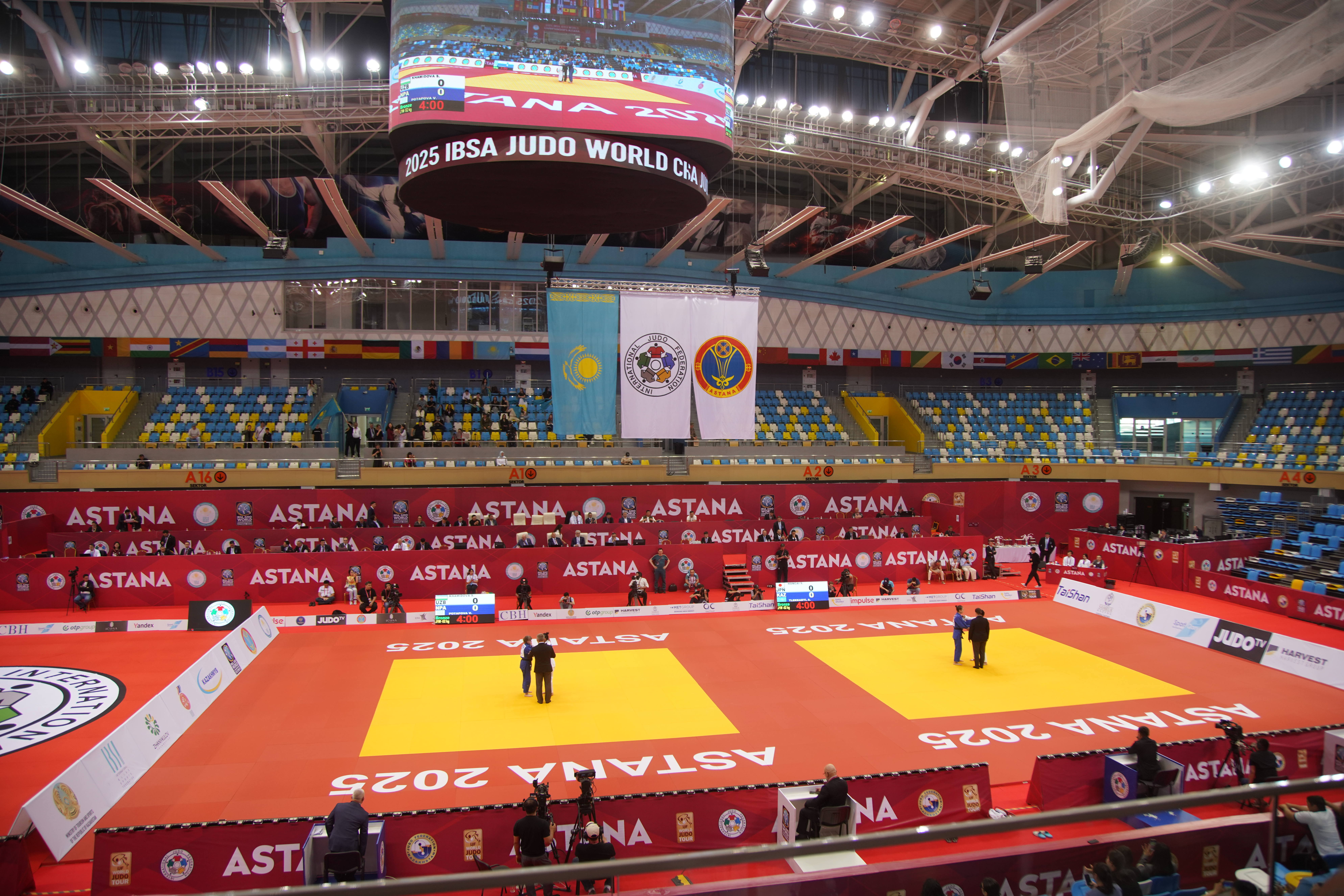
Чемпионат мира по паралимпийскому дзюдо 2025

### Мужчины
| Весовая категория | Золото                           | Серебро                            | Бронза                                                |
| ----------------- | -------------------------------- | ---------------------------------- | ----------------------------------------------------- |
| До 64 кг, J1      | Маркос Деннис Бланко Венесуэла   | Абделькадер Буамер Алжир           | Рушан Каримов Нейтральные паралимпийские спортсмены   |
| До 64 кг, J1      | Маркос Деннис Бланко Венесуэла   | Абделькадер Буамер Алжир           | Себ Слот Нидерланды                                   |
| До 64 кг, J2      | Кемран Нуриллаев Узбекистан      | Шерзод Намозов Узбекистан          | Исхак Ульдкуйдер Алжир                                |
| До 64 кг, J2      | Кемран Нуриллаев Узбекистан      | Шерзод Намозов Узбекистан          | Зураб Зурабиани Грузия                                |
| До 70 кг, J1      | Алекс Болога Румыния             | Дун Дун Капанни Италия             | Ким Хёнбин Республика Корея                           |
| До 70 кг, J1      | Алекс Болога Румыния             | Дун Дун Капанни Италия             | Виктор Руденко Нейтральные паралимпийские спортсмены  |
| До 70 кг, J2      | Гиорги Калдани Грузия            | Тецуя Сакура Япония                | Юдзиро Сэто Япония                                    |
| До 70 кг, J2      | Гиорги Калдани Грузия            | Тецуя Сакура Япония                | Майлс Соломан Великобритания                          |
| До 81 кг, J1      | Саба Багдавадзе Грузия           | Данилу Жерониму Силва Бразилия     | Ергали Шамей Казахстан                                |
| До 81 кг, J1      | Саба Багдавадзе Грузия           | Данилу Жерониму Силва Бразилия     | Сирил Жонар Франция                                   |
| До 81 кг, J2      | Бексултан Кулмырза Казахстан     | Галымжан Смагулулы Казахстан       | Эван Моллой Великобритания                            |
| До 81 кг, J2      | Бексултан Кулмырза Казахстан     | Галымжан Смагулулы Казахстан       | Симоне Каннидзаро Италия                              |
| До 95 кг, J1      | Дэниэл Пауэлл Великобритания     | Артур Кавалканте да Силва Бразилия | Ясин Чимчилер Турция                                  |
| До 95 кг, J1      | Дэниэл Пауэлл Великобритания     | Артур Кавалканте да Силва Бразилия | Павел Селиванов Нейтральные паралимпийские спортсмены |
| До 95 кг, J2      | Звиад Гоготчури Грузия           | Давурхон Кароматов Узбекистан      | Лаша Кизилашвили Грузия                               |
| До 95 кг, J2      | Звиад Гоготчури Грузия           | Давурхон Кароматов Узбекистан      | Даниель Горал Германия                                |
| Свыше 95 кг, J1   | Уильянс Силва ди Араужу Бразилия | Ион Басок Молдова                  | Багланбек Оналбек Казахстан                           |
| Свыше 95 кг, J1   | Уильянс Силва ди Араужу Бразилия | Ион Басок Молдова                  | Ерлан Утепов Казахстан                                |
| Свыше 95 кг, J2   | Журкамырза Шукурбеков Казахстан  | Ибрахим Бёлюкбаши Турция           | Реваз Чикоидзе Грузия                                 |
| Свыше 95 кг, J2   | Журкамырза Шукурбеков Казахстан  | Ибрахим Бёлюкбаши Турция           | Фелипе Аморим ди Соза Бразилия                        |
| Команды           | Казахстан                        | Бразилия                           | Монголия                                              |

### Женщины
| Весовая категория | Золото                                                | Серебро                       | Бронза                                                  |
| ----------------- | ----------------------------------------------------- | ----------------------------- | ------------------------------------------------------- |
| До 46 кг, J1      | Аминат Омарова Нейтральные паралимпийские спортсмены  | Фердауза Убарикова Кыргызстан | Айназ Куралова Казахстан                                |
| До 46 кг, J2      | Пенсири Симон Таиланд                                 | не вручалась                  | не вручалась                                            |
| До 52 кг, J1      | Росиклейде Андраде Бразилия                           | Эджем Ташин Турция            | Сидзука Хангай Япония                                   |
| До 52 кг, J1      | Росиклейде Андраде Бразилия                           | Эджем Ташин Турция            | Виктория Потапова Нейтральные паралимпийские спортсмены |
| До 52 кг, J2      | Алеся Степанюк Нейтральные паралимпийские спортсмены  | Сандрин Мартине Франция       | Айбике Уланбек кызы Кыргызстан                          |
| До 52 кг, J2      | Алеся Степанюк Нейтральные паралимпийские спортсмены  | Сандрин Мартине Франция       | Джахиде Эке Турция                                      |
| До 60 кг, J1      | Улджон Амриева Узбекистан                             | Ларисса Силва Бразилия        | Мерве Услу Хаджабипур Турция                            |
| До 60 кг, J1      | Улджон Амриева Узбекистан                             | Ларисса Силва Бразилия        | Анжела Гаврисюк Украина                                 |
| До 60 кг, J2      | Дарья Стаканова Нейтральные паралимпийские спортсмены | Хироко Кудо Япония            | Дзюнко Хиросэ Япония                                    |
| До 60 кг, J2      | Дарья Стаканова Нейтральные паралимпийские спортсмены | Хироко Кудо Япония            | Даяна Федосова Казахстан                                |
| До 70 кг, J1      | Бренда Соза Бразилия                                  | Теодора Пасхалиду Греция      | Туруунаа Лхайжав Монголия                               |
| До 70 кг, J1      | Бренда Соза Бразилия                                  | Теодора Пасхалиду Греция      | Арианья де ла Каридад Хечеваррия Кастро Куба            |
| До 70 кг, J2      | Алана Малдонаду Бразилия                              | Аяла Мереке Казахстан         | Ацуми Нисимура Япония                                   |
| До 70 кг, J2      | Алана Малдонаду Бразилия                              | Аяла Мереке Казахстан         | Кадзуса Огава Япония                                    |
| Свыше 70 кг, J1   | Анастасия Гарник Украина                              | Миллена ди Фрейташ Бразилия   | Назан Акын Гюнеш Турция                                 |
| Свыше 70 кг, J2   | Ребека Силва Бразилия                                 | Мэг Эммерих Бразилия          | Шейла Эрнандес Эступиньян Куба                          |
| Свыше 70 кг, J2   | Ребека Силва Бразилия                                 | Мэг Эммерих Бразилия          | Мохинур Пармонова Узбекистан                            |
| Команды           | Казахстан                                             | Турция                        | Бразилия                                                |